# Le Pèlerinage de Charlemagne
Le Pèlerinage de Charlemagne (De bedevaart van Karel de Grote) is een in alexandrijnen geschreven Oudfrans chanson de geste dat dateert uit ca. 1150.
Het gedicht heeft geen historische basis. Het parodieert La Chanson de Roland, wat meteen aantoont dat dit laatste toentertijd goed bekend was. Het vertelt hoe Karel de Grote, zonder wapens en met twaalf metgezellen, naar Jeruzalem en Constantinopel trekt en hoe hij door de koning van Constantinopel ontvangen wordt in zijn betoverd paleis.